# Peucetia albescens
Peucetia albescens là một loài nhện trong họ Oxyopidae.
Loài này thuộc chi Peucetia. Peucetia albescens được Ludwig Carl Christian Koch miêu tả năm 1878.